# Hollenstedt
Hollenstedt là một đô thị thuộc huyện Harburg, bang Niedersachsen, Đức. Đô thị này có diện tích 21,84 km². Đô thị này có cự ly khoảng 25 km về phía tây nam của Hamburg, và 12 km về phía nam của Buxtehude.
Hollenstedt là thủ phủ của Samtgemeinde ("đô thị tập thể") Hollenstedt.